# ODESSA
Az ODESSA (más írásmódok szerint O.D.E.S.S.A.) egy betűszó, a német Organisation der ehemaligen SS-Angehörigen (Egykori SS-tagok Szervezete) kifejezés rövidítése. Ez a név a feltételezések szerint egy titkos náci szervezetet takar(t), amelyet az SS és más náci egységek vezetői a második világháború végén, a náci Németország összeomlásának utolsó fázisában hoztak létre, a háborús bűnös nácik felelősségre vonás előli elmenekülésének és Európán kívülre, elsősorban Latin-Amerikába szökésének megszervezésére és lebonyolítására. Az elnevezés Frederick Forsyth angol író 1972-ben megjelent Az Odessa ügyirat című regényéből, majd az ebből készült 1974-es Az Odessa ügyirat című kalandfilmből vált széles körben ismertté.

## Tisztázatlan történet
A szervezet története körül ma is sok még a bizonytalanság. A kutatások még a szervezet valamikori tényleges létezéséről is megoszlanak, illetve feltételezik, hogy ha az ODESSA létezett is, csak egyike volt a náci bűnösök menekülésében használt, valóban létezett titkos útvonalaknak (angol kifejezéssel: ratlines). A feltételezések szerint a szervezetet Heinrich Himmler alapította a háború végén, de a kutatásoknak eddig még sem ezt, sem az SS ismert, híres figuráinak (pl. Otto Skorzeny, Alfred Naujocks) az ODESSA-ban betöltött állítólagos szerepét nem sikerült igazolni.

## Fordítás
Ez a szócikk részben vagy egészben  az   ODESSA című angol Wikipédia-szócikk ezen változatának fordításán alapul.  Az eredeti cikk szerkesztőit annak laptörténete sorolja fel. Ez a jelzés csupán a megfogalmazás eredetét és a szerzői jogokat jelzi, nem szolgál a cikkben szereplő információk forrásmegjelöléseként.

## Külső hivatkozások
- Konspirációs teóriák – ODESSA
- Az ODESSA // Konspirációs teóriák
- Oroszvilág – A két Odessa: a város és a náci szervezet Archiválva 2010. április 26-i dátummal a Wayback Machine-ben
- Odessa (angolul)
- Odessa – hiding Nazi war criminals (angolul)
- Odessa- Myth or Reality? Archiválva 2013. január 24-i dátummal a Wayback Machine-ben (angolul)